# Stupnički Kuti
Stupnički Kuti is een plaats in de gemeente Bebrina in de Kroatische provincie Brod-Posavina. De plaats telt 394 inwoners (2001).

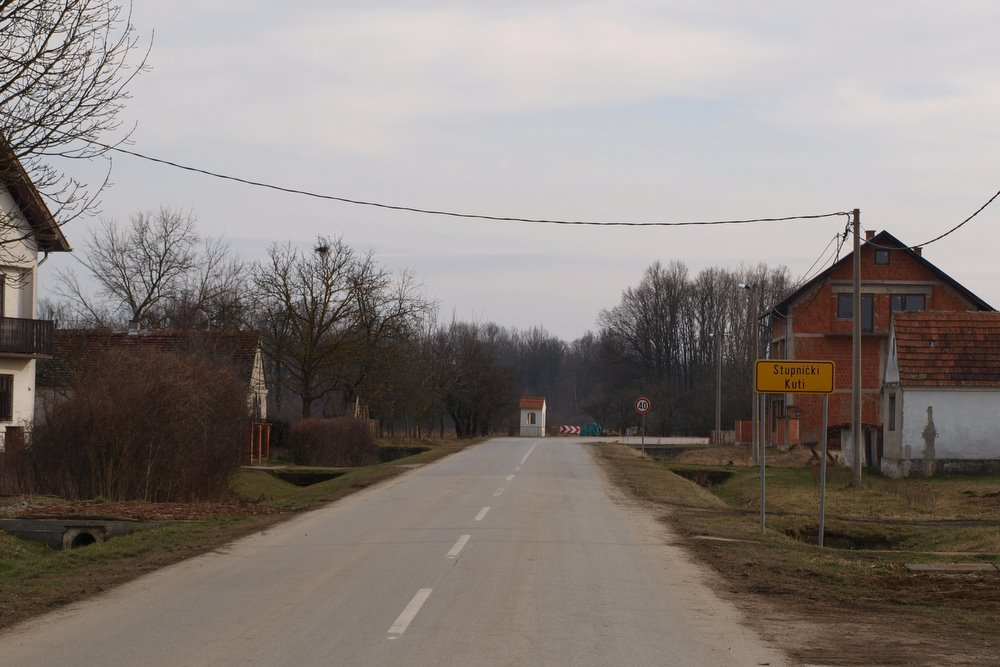
Stupnički Kuti
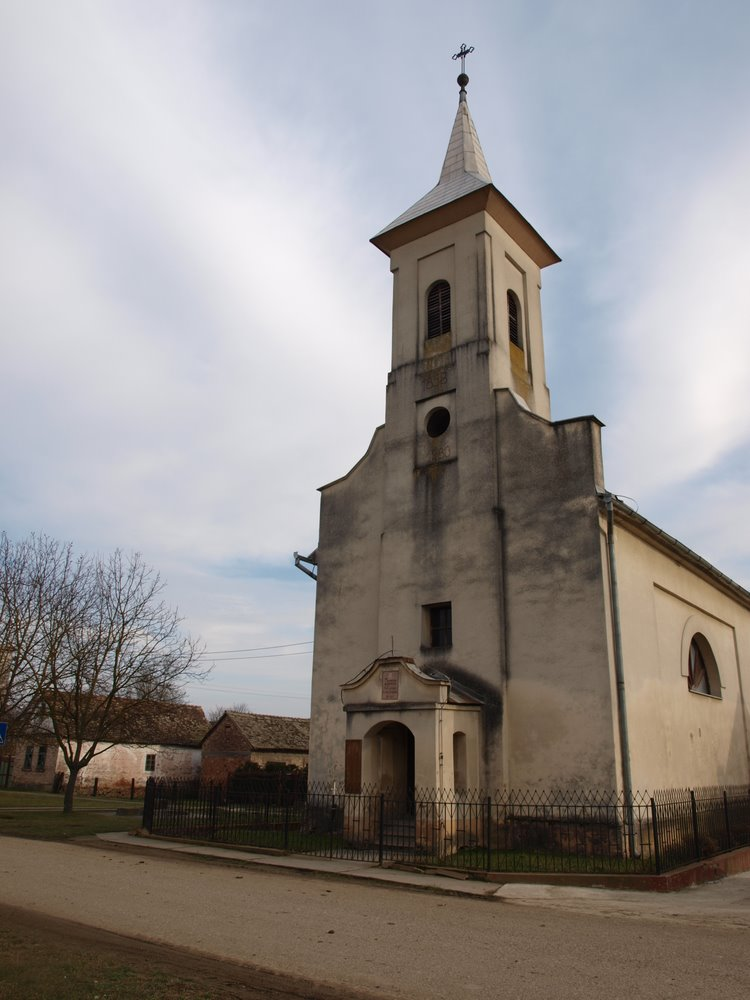
Kerk in Stupnički Kuti